# Čermná ve Slezsku (przystanek kolejowy)
Čermná ve Slezsku – przystanek kolejowy w miejscowości Čermná ve Slezsku pod adresem Čermná ve Slezsku 82, w kraju morawsko-śląskim, w Czechach. Znajduje się na wysokości 530 m n.p.m.
Jest zarządzany przez Správę železnic i obsługiwany regularnymi pociągami ČD. Na przystanku nie ma możliwości zakupu biletów, a obsługa podróżnych odbywa się w pociągu.

## Linie kolejowe
- 276 Suchdol nad Odrou - Budišov nad Budišovkou